# Amazon.ca First Novel Award
Der Amazon.ca First Novel Award, früher bekannt unter dem Namen Books in Canada First Novel Award, ist ein kanadischer Literaturpreis, der jährlich an den besten Debüt-Roman in englischer Sprache eines Bürgers oder Einwohners von Kanada vergeben wird. Dieser Preis wird seit 1976 vergeben.
Der First Novel Award wurde zunächst durch das Literaturmagazin Books in Canada begründet. Zwischen 1976 und 1994 wurde der Preis von Smithbooks finanziell unterstützt. Während dieser Phase war der Preis als Smithbooks/Books in Canada First Novel Award bekannt. Als Smithbooks von Chapters Books Inc. übernommen wurde, benannte man die Auszeichnung in Chapters/Books in Canada First Novel Award. Der Preis wurde grundlegend reorganisiert, als Books in Canada von Adrian und Olga Stein 1995 übernommen wurden. Die Steins behielten einen Herausgeber für diesen ersten Roman bei, stellten ein komprimiertes Reviewprogramm für das Erstlingswerk vor und formalisierten das Aufnahmeprocedere der Kandidaten. 1999 beschloss das Literaturmagazin seine Verbindung mit Chapters zu beenden und wurde durch den neuen Sponsor amazon.ca zum Amazon.ca/Books in Canada First Novel Award. Amazon.ca verdoppelte das Preisgeld der Auszeichnung für den Sieger auf 10.000 Kanadische Dollar. Das Namensrecht für die Auszeichnung wurde 2009 an Amazon veräußert, womit der Preis seine heutige Bezeichnung erhielt.
Die Jury umfasste bei der letzten Preisverleihung vier Mitglieder aus dem Literaturleben: Stuart Woods, den Herausgeber von Quill & Quire, dem kanadischen Buchhandelsmagazin, der Schriftstellerin und früheren Preisträgerin Joan Thomas, der Herausgeberin Cynthia Good und Jo Steffens, der Generaldirektorin des Calgary Word Festes.

## Gewinner und Nominierte

### 1976
Der Siegerpreis 1976 stellte eine Krawatte dar.
- Ian McLachlan, The Seventh Hexagram
- Michael Ondaatje, Coming Through Slaughter
- Alice Boissoneau, Eileen McCullough
- David Kellum, The Falling World of Tristram Pocket
- Susan Kerslake, Middlewatch
- Sharon Riis, The True Story of Ida Johnson
- Carol Shields, Small Ceremonies
- Mary Soderstrom, The Descent of Andrew McPherson

### 1977
- Oonah McFee, Sandbars
- Shane Dennison, Sidehill Gouger
- Pauline Gedge, Child of the Morning
- Jack Hodgins, The Invention of the World
- M.T. Kelly, I Do Remember the Fall
- Helen Levi, A Small Informal Dance
- Morley Torgov, The Abramsky Variations

### 1978
- Joan Barfoot, Abra
- Michael Dorland, The Double-Cross Circuit
- Clive Doucet, Disneyland, Please
- Margaret Drury Gane, Parade on an Empty Street
- Kevin Major, Hold Fast
- Frank Paci, The Italians

### 1979
- Clark Blaise, Lunar Attractions
- Victoria Branden, Mrs. Job
- Stan Dragland, Peckertracks
- Florence Evans, A Man Without Passion
- Shirley Faessler, Everything in the Window
- Katherine Govier, Random Descent
- Betty Lambert, Crossings

### 1980
- W. D. Valgardson, Gentle Sinners
- Martyn Burke, Laughing War
- Susan Musgrave, The Charcoal Burners
- Graham Petrie, Seahorse
- Leon Rooke, Fat Woman

### 1981
- Joy Kogawa, Obasan
- Jim Christy, Streethearts
- George Jonas, Final Decree
- Edward O. Phillips, Sunday's Child
- Gary Ross, Always Tip the Dealer

### 1982
- William Patrick Kinsella, Shoeless Joe
- Lorris Elliott, Coming for to Carry
- Nessa Rapoport, Preparing for Sabbath
- Geraldine Rahmani, Blue
- Ann Rosenberg, The Bee Book

### 1983
- Heather Robertson, Willie: A Romance
- Robert G. Collins, Tolerable Levels of Violence
- Susan Swan, The Biggest Modern Woman in the World
- George Szanto, Not Working
- Wayne Tefs, Figures on a Wharf

### 1984
- Geoffrey Ursell, Perdue, or How the West Was Lost
- Sharon Butala, Country of the Heart
- Douglas Glover, Precious
- John Gray, Dazzled
- Sara Stambaugh, I Hear the Reaper's Song
- Armin Wiebe, The Salvation of Yasch Siemens

### 1985
- Wayne Johnston, The Story of Bobby O'Malley
- Susan Charlotte Haley, A Nest of Singing Birds
- Ann Ireland, A Certain Mr. Takahashi
- Frank Jones, Master and Maid
- Robert Walshe, Wales' Work

### 1986
- Karen Lawrence, The Life of Helen Alone
- Jo Anne Williams Bennett, Downfall People
- Marc Diamond, Momentum
- David Gilmour, Back on Tuesday
- Paulette Jiles, The Late Great Human Road Show

### 1987
- Marion Quednau, The Butterfly Chair
- D.F. Bailey, Fire Eyes
- W.D. Barcus, Squatters' Island
- Pauline Holdstock, The Blackbird's Song
- Seán Virgo, Selakhi

### 1988
- Rick Salutin, A Man of Little Faith
- Neil Bissoondath, A Casual Brutality
- Joan Clark, The Victory of Geraldine Gull
- David Homel, Electrical Storms
- Janice Kulyk Keefer, Constellations
- Helen Fogwill Porter, January, February, June or July

### 1989
- Sandra Birdsell, The Missing Child
- Marilyn Bowering, To All Appearances a Lady
- Barry Callaghan, The Way the Angel Spread Her Wings
- Jacqueline Dumas, Madeleine and the Angel
- Kristjana Gunnars, The Prowler
- Kenneth Radu, Distant Relations

### 1990
- Nino Ricci, Lives of the Saints
- Gail Bowen, Deadly Appearances
- Rita Donovan, The Dark Jewels
- Glen Huser, Grace Lake
- Margot Livesey, Homework
- Carsten Stroud, Sniper's Moon

### 1991
- Rohinton Mistry, Such a Long Journey
- Douglas Coupland, Generation X: Tales for an Accelerated Culture
- Ekbert Faas, Woyzeck's Head
- Michael Kenyon, Kleinberg
- Alberto Manguel, News From a Foreign Country Came

### 1992
- John Steffler, The Afterlife of George Cartwright
- Douglas Anthony Cooper, Amnesia
- Carole Corbeil, Voice-Over
- Kenneth J. Harvey, Brud
- Greg Hollingshead, Spin Dry

### 1993
- Deborah Joy Corey, Losing Eddie
- Catherine Bush, Minus Time
- Don Dickinson, The Crew
- Douglas How, Blow Up the Trumpet in the New Moon
- Carol Malyon, If I Knew I'd Tell You

### 1994
- Shyam Selvadurai, Funny Boy
- Charles Foran, Kitchen Music
- Diane Schoemperlen, In the Language of Love
- Russell Smith, How Insensitive
- Cordelia Strube, Alex & Zee

### 1995
- Keath Fraser, Popular Anatomy
- Diana Atkinson, Highways and Dancehalls
- Wayson Choy, The Jade Peony
- Larissa Lai, When Fox Is a Thousand
- Yan Li, Daughters of the Red Land

### 1996
- Anne Michaels, Fugitive Pieces
- Gail Anderson-Dargatz, The Cure for Death by Lightning
- Ann-Marie MacDonald, Fall on Your Knees
- Yann Martel, Self
- Shani Mootoo, Cereus Blooms at Night

### 1997
- Margaret Gibson, Opium Dreams
- Kim Echlin, Elephant Winter
- Allan Levine, The Blood Libel
- Rabindranath Maharaj, Homer in Flight
- Tim Wynveen, Angel Falls

### 1998
- André Alexis, Childhood
- Loranne Brown, The Handless Maiden
- Tomson Highway, Kiss of the Fur Queen
- Terry Jordan, Beneath That Starry Place
- Kerri Sakamoto, The Electrical Field

### 1999
- David Macfarlane, Summer Gone
- Alan R. Wilson, Before the Flood
- Alistair MacLeod, No Great Mischief
- Donna Morrissey, Kit's Law
- Jim Munroe, Flyboy Action Figure Comes with Gasmask
- Catherine Simmons-Niven, A Fine Daughter

### 2000
- Eva Stachniak, Necessary Lies
- Steven Galloway, Finnie Walsh
- Scott Gardiner, The Dominion of Wyley McFadden
- Susan Juby, Alice, I Think
- Lydia Kwa, This Place Called Absence

### 2001
- Michael Redhill, Martin Sloane
- Dennis Bock, The Ash Garden
- Michael Crummey, River Thieves
- Marina Endicott, Open Arms
- Linda Little, Strong Hollow
- Elizabeth Ruth, Ten Good Seconds of Silence

### 2002
- Mary Lawson, Crow Lake
- Christy Ann Conlin, Heave
- Aislinn Hunter, Stay
- Clint Hutzulak, The Beautiful Dead End
- Michael V. Smith, Cumberland
- Marnie Woodrow, Spelling Mississippi

### 2003
- Michel Basilières, Black Bird
- Clayton Bailey, The Expedition
- John Bemrose, The Island Walkers
- Lisa Grekul, Kalyna's Song
- Bettina von Kampen, Blue Becomes You
- Edeet Ravel, Ten Thousand Lovers

### 2004
- Colin McAdam, Some Great Thing
- David Elias, Sunday Afternoon
- Ibi Kaslik, Skinny
- Arthur Motyer, What's Remembered
- Catherine Safer, Bishop's Road

### 2005
- Joseph Boyden, Three Day Road
- Howard Akler, The City Man
- Brenda Brooks, Gotta Find Me an Angel
- Anne Giardini, The Sad Truth About Happiness
- Kathryn Kuitenbrouwer, The Nettle Spinner
- B. Glen Rotchin, The Rent Collector

### 2006
- Madeleine Thien, Certainty
- Peter Behrens, The Law of Dreams
- John Degen, The Uninvited Guest
- Annette Lapointe, Stolen
- Heather O’Neill, Lullabies for Little Criminals
- Adam Lewis Schroeder, Empress of Asia

### 2007
- Gil Adamson, The Outlander[2]
- David Chariandy, Soucouyant
- Kyo Maclear, The Letter Opener
- C.S. Richardson, The End of the Alphabet
- Brian Tucker, Big White Knuckles
- Andrew Wedderburn, The Milk Chicken Bomb

### 2008
- Joan Thomas, Reading by Lightning
- Mike Blouin, Chase & Haven
- Claudia Dey, Stunt
- Patrick Lane, Red Dog, Red Dog
- Mary Swan, The Boys in the Trees

### 2009
- Jessica Grant, Come, Thou Tortoise
- Diana Fitzgerald Bryden, No Place Strange
- Annabel Lyon, The Golden Mean
- Damian Tarnopolsky, Goya's Dog
- Dragan Todorović, Diary of Interrupted Days
- Ian Weir, Daniel O'Thunder

### 2010
- Eleanor Catton, The Rehearsal
- Shaughnessy Bishop-Stall, Ghosted
- Miguel Syjuco, Ilustrado
- Kathleen Winter, Annabel
- Dianne Warren, Cool Water